# Alan MacGinty
Alan "AJ" MacGinty (nacido en Dublín el 26 de febrero de 1990) es un jugador de rugby estadounidense nacido en la República de Irlanda que juega como apertura para la selección de rugby de Estados Unidos. 

## Carrera

### Clubes
Graduado del Blackrock College, MacGinty jugó con la academia Blackrock College RFC antes de trasladarse a Nueva York con un visado donde empezó a jugar co el NYAC. En 2012 MacGinty se trasladó a Marietta, Georgia, donde comenzó un grado de máster en Ciencias de salud deportiva y sobresalió en rugby para los Life Running Eagles.

### Internacional
Siendo elegible por las normas de residencia, MacGinty debutó para el equipo nacional estadounidense en julio de 2015 contra Samoa en la Pacific Nations Cup. En el último partido de Estados Unidos en la Pacific Nations Cup, MacGinty marcó todos los puntos del equipo, incluyendo un drop en el último minuto contra Canadá, para ganar el partido 15–13. MacGinty fue el que consiguió más puntos en el equipo en toda la Pacific Nations Cup de 2015, logrado 44 puntos en tres partidos.
Seleccionado para jugar con Estados Unidos en la Copa Mundial de Rugby de 2015, puntuó en el primer partido, contra Samoa, gracias a dos golpes de castigo, uno en el primer tiempo y otro en el segundo, lo que no evitó la derrota de su equipo 25-16. En el partido contra Escocia, que terminó con victoria escocesa 39-16, MacGinty consiguió la mayor parte de los puntos de su equipo, con una conversión y tres golpes de castigo pasados entre palos. Por último, en el partido que cerró el campeonato para su equipo, la derrota de su equipo frente a Japón 28-18, MacGinty puntuó con una conversión y dos golpes de castigo.